# 普萊森特瓦利 (阿肯色州卡羅爾縣)
普萊森特瓦利（英語：Pleasant Valley）是位於美國阿肯色州卡羅爾縣的一個非建制地區。該地的面積和人口皆未知。

## 地理
普萊森特瓦利的座標為36°23′13″N 93°36′36″W / 36.38694°N 93.61000°W，而該地的平均海拔高度為374米（即1227英尺）。